# Tel Aviv Pioneers
I Tel Aviv Pioneers sono una squadra di football americano, di Tel Aviv, in Israele; la squadra è stata fondata nel 2005 come Ramat HaSharon Pioneers e si è trasferita a Modi'in-Maccabim-Re'ut nel 2008 e a Tel Aviv a partire dalla stagione 2010-2011; ha vinto 4 Israel Bowl.

## Dettaglio stagioni

### Tornei nazionali

#### Campionato

##### IFL
| Stagione | regular season | regular season | regular season | regular season | regular season | regular season | playoff | playoff | playoff | playoff | playoff | playoff            | playoff                |
|          | Vin            | Par            | Per            | Tot            | PF             | PS             | Vin     | Per     | Tot     | PF      | PS      | risultato          | avversaria             |
| -------- | -------------- | -------------- | -------------- | -------------- | -------------- | -------------- | ------- | ------- | ------- | ------- | ------- | ------------------ | ---------------------- |
| 2007-08  | 3              | 0              | 6              | 9              | ?              | ?              | 0       | 1       | 1       | 14      | 38      | Semifinale         | Haifa Underdogs        |
| 2008-09  | 7              | 0              | 1              | 8              | ?              | ?              | 2       | 0       | 2       | 70      | 48      | Campioni           | Jerusalem Lions        |
| 2009-10  | 4              | 0              | 6              | 10             | 184            | 242            | 0       | 1       | 1       | 30      | 42      | Wild Card          | Jerusalem Lions        |
| 2010-11  | 7              | 0              | 3              | 10             | 346            | 192            | 1       | 1       | 2       | 66      | 42      | Finale divisionale | Tel Aviv-Jaffa Sabres  |
| 2011-12  | 7              | 0              | 3              | 10             | 382            | 180            | 2       | 1       | 3       | 142     | 72      | Israel Bowl        | Tel Aviv-Jaffa Sabres  |
| 2012-13  | 9              | 0              | 1              | 10             | 516            | 217            | 0       | 1       | 1       | 34      | 38      | Semifinale         | Judean Rebels          |
| 2013-14  | 7              | 0              | 3              | 10             | 458            | 199            | 3       | 0       | 3       | 168     | 88      | Campioni           | Jerusalem Lions        |
| 2014-15  | 8              | 0              | 1              | 9              | 290            | 129            | 1       | 1       | 2       | 36      | 40      | Israel Bowl        | Judean Rebels          |
| 2015-16  | 7              | 0              | 3              | 10             | 376            | 193            | 2       | 1       | 3       | 96      | 44      | Israel Bowl        | Judean Rebels          |
| 2016-17  | 8              | 0              | 2              | 10             | 364            | 255            | 2       | 1       | 3       | 148     | 116     | Israel Bowl        | Jerusalem Lions        |
| 2017-18  | 4              | 0              | 6              | 10             | 326            | 316            | 1       | 1       | 2       | 40      | 60      | Semifinale         | Jerusalem Lions        |
| 2018-19  | 5              | 0              | 4              | 9              | 176            | 200            | 1       | 1       | 2       | 52      | 63      | Semifinale         | Jerusalem Lions        |
| 2019-20  | 4              | 0              | 6              | 10             | 184            | 292            | -       | -       | -       | -       | -       | -                  | -                      |
| 2020-21  | 5              | 0              | 1              | 6              | 177            | 76             | 1       | 0       | 1       | 13      | 8       | Campioni           | Jerusalem Lions        |
| 2021-22  | 6              | 0              | 4              | 10             | 291            | 251            | 1       | 1       | 2       | 45      | 32      | Israel Bowl        | Ramat HaSharon Hammers |
| 2022-23  | 6              | 0              | 2              | 8              | 312            | 194            | 2       | 0       | 2       | 66      | 36      | Campioni           | Ramat HaSharon Hammers |
| Totale   | 97             | 0              | 52             | 149            | 4382+?         | 2936+?         | 19      | 11      | 30      | 1020    | 767     |                    |                        |

Fonti: Enciclopedia del Football- A cura di Massimo Mezzetti;

### Riepilogo fasi finali disputate
| Anno           | Luogo       | Evento                 | Fase del torneo    | Incontro                                   | Risultato    |
| 2008           |             | Israel Football League | Semifinale         | Haifa Underdogs - Ramat HaSharon Pioneers  | 38 - 14      |
| 3 aprile 2009  | Gerusalemme | Israel Football League | Israel Bowl        | Modi'in Pioneers - Jerusalem Lions         | 32 - 26 o.t. |
| 12 marzo 2010  |             | Israel Football League | Wild Card          | Jerusalem Lions - Modi'in Pioneers         | 42 - 30      |
| 5 marzo 2011   | Tel Aviv    | Israel Football League | Finale divisionale | Tel Aviv-Jaffa Sabres - Tel Aviv Pioneers  | 26 - 16      |
| 30 marzo 2012  |             | Israel Football League | Israel Bowl        | Tel Aviv-Jaffa Sabres - Tel Aviv Pioneers  | 44 - 42      |
| 15 marzo 2013  |             | Israel Football League | Semifinale         | Tel Aviv Pioneers - Judean Rebels          | 34 - 38      |
| 26 marzo 2014  |             | Israel Football League | Israel Bowl        | Tel Aviv Pioneers - Jerusalem Lions        | 80 - 28      |
| 26 marzo 2015  |             | Israel Football League | Israel Bowl        | Judean Rebels - Tel Aviv Pioneers          | 20 - 10      |
| 14 aprile 2016 |             | Israel Football League | Israel Bowl        | Judean Rebels - Tel Aviv Pioneers          | 32 - 14      |
| 30 marzo 2017  |             | Israel Football League | Israel Bowl        | Jerusalem Lions - Tel Aviv Pioneers        | 44 - 36      |
| 15 marzo 2018  | Gerusalemme | Israel Football League | Semifinale         | Jerusalem Lions - Tel Aviv Pioneers        | 54 - 12      |
| 15 marzo 2019  | Gerusalemme | Israel Football League | Semifinale         | Jerusalem Lions - Tel Aviv Pioneers        | 47 - 8       |
| 15 luglio 2021 | Gerusalemme | Israel Football League | Israel Bowl        | Jerusalem Lions - Tel Aviv Pioneers        | 8 - 13       |
| 23 giugno 2022 | Gerusalemme | Israel Football League | Israel Bowl        | Ramat HaSharon Hammers - Tel Aviv Pioneers | 18 - 14      |
| 19 maggio 2023 | Gerusalemme | Israel Football League | Israbowl           | Ramat HaSharon Hammers - Tel Aviv Pioneers | 36 - 42      |

## Palmarès
- 4 Israel Bowl (2008-09, 2013-14, 2020-21, 2022-23)